# María José Vélez
María José Velez Arango (24 novembre 1995) è una sciatrice nautica colombiana.

## Palmarès
- Giochi sudamericani

Cochabamba 2018: bronzo nel wakeboard.